# Laeta Kalogridis
Laeta Elizabeth Kalogridis (Winter Haven, 30 agosto 1965) è una sceneggiatrice, produttrice cinematografica e produttrice televisiva statunitense di origini greche. È autrice di alcuni film di successo, fra i quali Alexander di Oliver Stone, Pathfinder di Marcus Nispel, e Shutter Island di Martin Scorsese.

## Filmografia parziale

### Sceneggiatrice
- Scream 3, regia di Wes Craven (2000) - revisioni
- X-Men, regia di Bryan Singer (2000) - revisioni
- Lara Croft: Tomb Raider, regia di Simon West (2001) - revisioni
- Birds of Prey - serie TV (2002), 2 episodi
- I guardiani della notte (Nochnoy Dozor), regia di Timur Bekmambetov (2004) - versione inglese
- Catwoman, regia di Pitof (2004) - revisioni
- Alexander, regia di Oliver Stone (2004) - anche soggetto
- Pathfinder - La leggenda del guerriero vichingo (Pathfinder), regia di Marcus Nispel (2007) - anche soggetto
- Bionic Woman (2007) - serie TV, un episodio
- Shutter Island, regia di Martin Scorsese (2010)
- Innocenti bugie (Knight and Day), regia di James Mangold (2010) - revisioni
- Terminator: Genisys, regia di Alan Taylor (2015)
- Ghost in the Shell, regia di Rupert Sanders (2017) - revisioni
- Geostorm, regia di Dean Devlin (2017) - revisioni
- Altered Carbon – serie TV (2018), 2 episodi
- Alita - Angelo della battaglia (Alita: Battle Angel), regia di Robert Rodriguez (2019)
- Altered Carbon: Resleeved, regia di Takeru Nakajima e Yoshiyuki Okada (2020) - personaggi
- L'accademia del bene e del male (The School for Good and Evil), regia di Paul Feig (2022) - materiale addizionale
- Un altro piccolo favore (Another Simple Favour), regia di Paul Feig (2025)

### Produttrice
- Birds of Prey - serie TV (2002), esecutiva
- Bionic Woman (2007) - serie TV, esecutiva
- Avatar, regia di James Cameron (2009) - esecutiva
- Shutter Island, regia di Martin Scorsese (2010) - esecutiva
- Sotto assedio - White House Down (White House Down), regia di Roland Emmerich (2013)
- Terminator: Genisys, regia di Alan Taylor (2015) - esecutiva
- Altered Carbon – serie TV (2018) - esecutiva, anche creatrice
- Il mistero della casa del tempo (The House with a Clock in Its Walls), regia di Eli Roth (2018) - esecutiva
- Ambulance, regia di Michael Bay (2022)

### Ringraziamenti speciali
- Dracula's Legacy - Il fascino del male (Dracula 2000), regia di Patrick Lussier (2000)
- Professor Marston and the Wonder Women, regia di Angela Robinson (2017)